# Guarda-me a Vida na Mão
Guarda-me a Vida na Mão é o primeiro álbum de estúdio da cantora de fado portuguesa Ana Moura.
Este álbum de estreia foi lançado em 2003 pela editora Universal.
Contém 15 faixas, com o maior destaque, provavelmente, a ser dado a "Ai meu amor se bastasse".
Deste trabalho foram retiradas 3 músicas ("Lavava no rio lavava", "Sou do fado, sou fadista" e "Porque teimas nesta dor") para fazer parte do primeiro álbum ao vivo desta artista "Coliseu", editado em 2008.

## Faixas
1. "Guarda-me a Vida na Mão" (Jorge Fernando / Raul Ferrão (Fado Carriche))
2. "Desculpa (Seria Quase Voz)" (Jorge Fernando / Miguel Ramos (Fado Latino))
3. "Nasci pra Ser Ignorante" (Sebastião da Gama / Carlos Gonçalves)
4. "Sou do Fado, Sou Fadista" (Jorge Fernando)
5. "Vou Dar de Beber a Dor" (Alberto Janes)
6. "Preso Entre o Sono e o Sonho" (Jorge Fernando / José Fontes Rocha (Fado Isabel))
7. "Não Hesitava um Segundo" (Tozé Brito)
8. "Porque Teimas Nesta Dor" (José Luís Gordo / Raul Portela (Fado Magala))
9. "Meu Triste, Triste Amor" (Jorge Fernando / Alfredo Rodrigo Duarte)
10. "Endeixa" (Luís Vaz de Camões / Carlos Gonçalves)
11. "Quem Vai ao Fado" (Jorge Fernando)
12. "Flor de Lua" (Amália Rodrigues / Carlos Gonçalves)
13. "Guitarra" (Jorge Fernando)
14. "Às Vezes" (Pedro Aires de Magalhães)
15. "Lavava no Rio Lavava" (Amália Rodrigues / José Fontes Rocha)